# 心に穴が空いた
「心に穴が空いた」は、日本のロックバンドヨルシカの楽曲。デジタル配信限定シングルとしてユニバーサルJより2019年6月24日に各音楽配信サービスにてリリースされた。

## 概要
- ヨルシカ1作目の配信限定シングルで、本楽曲のリリースによりユニバーサルJからメジャーデビューを果たした。

- 同曲発売から1年後に、「思想犯」が先行配信リリースされた[2][3]

## 収録内容
| #         | タイトル           | 作詞・作曲・編曲 | 時間 |
| --------- | ------------------ | ---------------- | ---- |
| 1.        | 「心に穴が空いた」 | n-buna           | 4:23 |
| 合計時間: | 合計時間:          | 合計時間:        | 4:23 |

## タイアップ
心に穴が空いた
帝京平成大学2019年度テレビCMソング